# Marc Ravalomanana
Marc Ravalomanana (Imerinkasinina, 12 december 1949) is een Malagassisch politicus die van 6 mei 2002 tot 17 maart 2009 president van Madagaskar was.

## Politieke carrière
Bij de gemeenteraadsverkiezingen van 14 november 1999 in Madagaskar werd Ravalomanana verkozen tot burgemeester van Antananarivo, de hoofdstad van het land. Hij kreeg 45 procent van de stemmen en versloeg voormalig eerste minister Guy Willy Razanamasy. Op 5 augustus 2001 kondigde hij aan dat hij mee ging doen met de presidentsverkiezingen op 16 december. Zijn tegenstander was de toenmalige president Didier Ratsiraka. Na enige discussie bij de stemmentelling werd hij winnaar van de verkiezing en werd officieel president op 6 mei 2002. Ravalomanana werd in december 2006 herverkozen bij de presidentsverkiezingen.
Ravalomanana werd door verschillende partijen beschuldigd van corruptie en dictatoriaal optreden. Begin 2009 waren er hevige, bloedige onlusten in Antananarivo bij protesten tegen zijn macht. De onlusten draaiden rond het afstaan van de helft van de landbouwgrond van Madagaskar voor 99 jaar aan Daewoo Logistics, in ruil voor niets anders dan de gecreëerde arbeidsplaatsen. De burgemeester van de hoofdstad, Andry Rajoelina daagde te midden hiervan Ravalomanana uit en verklaarde op 31 januari zelfs de macht over het land in handen te hebben. De week daarop werd hij door de regering 'ontslagen' en werd er in zijn plaats een vertrouweling van de president naar voren geschoven. Ook deze beslissing lokte weer grote protesten en blokkades uit. De poging tot machtsovername werd niet door het buitenland gesteund. Op 17 maart 2009 ontbond Ravalomanana de regering en gaf hij de macht over het land aan het leger. Een opstandige eenheid binnen het leger verklaarde zich echter loyaal aan Rajoelina, waarna deze het presidentschap op zich nam. Ravalomanana vluchtte naar Swaziland en ging later naar Zuid-Afrika, waar hij sindsdien in ballingschap leeft. Hij werd later bij verstek veroordeeld tot grote boetes en dwangarbeid vanwege ambtsmisbruik en zijn rol bij het neerslaan van de revolte.

## Privéleven
- Ravolomanana is getrouwd en heeft drie kinderen. Zijn oudste dochter leidde de MBS mediagroep, de op een na grootste mediagroep van Madagaskar.
- Hij is een fervent aanhanger van het christendom.
- Verder is Ravolomanana een liefhebber van rugby en was hij bijgevolg vaak te vinden bij wedstrijden van de nationale rugbyploeg van Madagaskar.